# Южнокорейская вона
Южнокоре́йская во́на (кор. 원?, 圓?, вон) — денежная единица Республики Корея. Буквенный код в стандарте ISO 4217 — KRW, цифровой — 410. Официальный символ — ₩ и 원, эмитент — Банк Кореи. Раньше вона подразделилась на 100 чонов, но в настоящее время уже не встречаются в обращении из-за инфляции.
Название вона в русском языке происходит от словосочетания 원화 (произносится как вонхва), дословно: валюта Вон. В обращении находятся банкноты номиналом 1000, 2000, 5000, 10 000 и 50 000 вон и монеты номиналом 1, 5, 10, 50, 100 и 500 вон. Так как монеты в 1 и 5 вон встречаются редко, расчёты разрешается округлять до 10 вон.

## История
В 1945 году, после Второй мировой войны, произошёл раскол страны на Южную и Северную Корею. Тогда же была введена новая валюта — вона.
Первоначально корейская вона была привязана к доллару США по курсу 15 вон за 1 доллар. Затем последовала серия девальваций, часть из которых была связана с Корейской войной.
К 1951 году вона обесценилась до 6000 вон за 1 доллар. В попытке решить данную проблему в 1953 году была введена новая валюта — хван, со ставкой 1 к 100 по отношению к воне.
| Фиксированный курс первой корейской воны | Фиксированный курс первой корейской воны |
| Дата установления                        | Южнокорейских вон за доллар США          |
| ---------------------------------------- | ---------------------------------------- |
| 1 августа 1945 года                      | 15                                       |
| 15 июля 1947 года                        | 50                                       |
| 1 октября 1948 года                      | 450                                      |
| 14 июня 1949 года                        | 900                                      |
| 1 мая 1950 года                          | 1800                                     |
| 1 ноября 1950 года                       | 2500                                     |
| 1 апреля 1951 года                       | 6000                                     |

Вона была вновь введена в обращение 9 июня 1962 года. Обмен новых денег производился в соотношении: 1 вона = 10 хванов. 22 марта 1975 года, после изъятия из обращения последних монет с номиналом в хванах, вона стала единственным законным платёжным средством. Ей был присвоен код ISO 4217 — KRW. В момент введения воны в 1962 году её курс был искусственно прикреплён к курсу доллара США в соотношении 125 вон = 1 доллар. Изменение закреплённого курса в период с 1962 года по 1980 год показано в таблице.
| Фиксированный курс второй корейской воны | Фиксированный курс второй корейской воны |
| Дата установления                        | Южнокорейских вон за доллар США          |
| ---------------------------------------- | ---------------------------------------- |
| 10 июня 1962 года                        | 125                                      |
| 3 мая 1964 года                          | 255                                      |
| 3 августа 1972 года                      | 400                                      |
| 7 декабря 1974 года                      | 480                                      |
| 12 января 1980 года                      | 580                                      |

В обращении также была монета «чон» (кор. 전?, 錢?) достоинством 1/100 воны, однако в связи с удешевлением воны она не используется.
С 27 февраля 1980 года стали предприниматься шаги по переходу к плавающему валютному курсу. Окончательный переход к свободному курсу произошёл 24 декабря 1997 года, когда было достигнуто соглашение с Международным валютным фондом. Вскоре после этого, в результате азиатского финансового кризиса, вона обесценилась почти в два раза.
11 декабря 2018 года Банк Кореи официально объявил о выпуске памятной банкноты номиналом 2000 вон, посвящённую зимним Олимпийским играм 2018 года в Пхёнчхане, её реверс сориентирован вертикально. Этот дензнак является первым памятным в истории регулятора, ранее им в обращение выпускались только памятные монеты.

## Монеты
До 1966 года единственными монетами, находящимися в обращении, были 10 и 50 хван, использовавшиеся как 1 и 5 вон соответственно. Новые монеты, с номиналом в вонах, были выпущены Банком Кореи 16 августа 1966 года. Это были 1, 5 и 10 вон. В данных монетах впервые был использован не корейский календарь, а даты, отсчитываемые от начала нашей эры. Монеты 10 и 50 хван изъяты из обращения 22 марта 1975 года.
В 1968 году монета достоинством 1 вона из латуни была заменена на алюминиевый аналог, так как её реальная стоимость стала превышать номинальную. В целях дальнейшего снижения стоимости производства монет в 1970 году были выпущены новые монеты 5 и 10 вон из латуни вместо бронзы. В этот же год в обращение введена медно-никелевая монета 100 вон, а в 1972 году — 50 вон.
12 июня 1982 года, из-за инфляции и возросшей популярности торговых автоматов, в обращение была введена монета номиналом 500 вон. В январе 1983 года, с целью стандартизации монетной системы, была выпущена новая серия монет: 1, 5, 10, 50 и 100 вон. Монеты были выполнены в том же стиле, что и 500 вон, но с сохранением тем старых монет.
| Изображения | Изображения | Номинал (вон) | Диаметр (мм) | Масса (г) | Толщина (мм) | Материал                                         | Гурт     | Аверс                                       | Реверс                               | Даты            | Даты                               | Даты           |
| Аверс       | Реверс      | Номинал (вон) | Диаметр (мм) | Масса (г) | Толщина (мм) | Материал                                         | Гурт     | Аверс                                       | Реверс                               | выпуска         | чеканки                            | изъятия        |
| ----------- | ----------- | ------------- | ------------ | --------- | ------------ | ------------------------------------------------ | -------- | ------------------------------------------- | ------------------------------------ | --------------- | ---------------------------------- | -------------- |
|             |             | 1             | 17,2         | 1,70      | 1,14         | латунь 60 % медь 40 % цинк                       | гладкий  | гибискус сирийский, номинал, название банка | номинал, название банка, год чеканки | 16 августа 1966 | 1966, 1967                         | 1 декабря 1980 |
|             |             | 1             | 17,2         | 0,73      | 1,54         | алюминий                                         | гладкий  | гибискус сирийский, номинал, название банка | номинал, название банка, год чеканки | 26 августа 1968 | 1968—1970, 1974—1982               | 1992           |
|             |             | 1             | 17,2         | 0,73      | 1,2          | алюминий                                         | гладкий  | гибискус сирийский, номинал                 | номинал, название банка, год чеканки | 15 января 1983  | 1983—1985, 1987—1991, с 1995       | в обращении    |
|             |             | 5             | 20,4         | 3,90      | 1,48         | Бронза 88 % медь 12 % цинк                       | гладкий  | Кобуксон, номинал, название банка           | номинал, название банка, год чеканки | 16 августа 1966 | 1966                               | 1992           |
|             |             | 5             | 20,4         | 2,95      | 1,33         | латунь 65 % медь 35 % цинк                       | гладкий  | Кобуксон, номинал, название банка           | номинал, название банка, год чеканки | 16 июля 1970    | 1970—1972, 1978—1982               | 1992           |
|             |             | 5             | 20,4         | 2,95      | 1,33         | латунь 65 % медь 35 % цинк                       | гладкий  | Кобуксон, номинал                           | номинал, название банка, год чеканки | 15 января 1983  | 1983, 1987—1991, 1995—1997, с 1999 | в обращении    |
|             |             | 10            | 22,9         | 4,22      | 1,45         | бронза 88 % медь 12 % цинк                       | гладкий  | Таботхап, номинал, название банка           | номинал, название банка, год чеканки | 16 августа 1966 | 1966—1970                          | в обращении    |
|             |             | 10            | 22,9         | 4,06      | 1,4          | латунь 65 % медь 35 % цинк                       | гладкий  | Таботхап, номинал, название банка           | номинал, название банка, год чеканки | 16 июля 1970    | 1970—1975, 1977—1982               | в обращении    |
|             |             | 10            | 22,9         | 4,06      | 1,43         | латунь 65 % медь 35 % цинк                       | гладкий  | Таботхап, номинал                           | номинал, название банка, год чеканки | 15 января 1983  | 1983, 1985—2009                    | в обращении    |
|             |             | 10            | 18,0         | 1,22      | 1,2          | алюминий, покрытый медью 48 % медь 52 % алюминий | гладкий  | Таботхап, номинал                           | номинал, название банка, год чеканки | 18 декабря 2006 | с 2006                             | в обращении    |
|             |             | 50            | 21,6         | 4,16      | 1,6          | 70 % медь 18 % цинк 12 % никель                  | рубчатый | цветок риса, номинал                        | номинал, название банка, год чеканки | 1 декабря 1972  | 1972—1974, 1977—1982               | в обращении    |
|             |             | 50            | 21,6         | 4,16      | 1,52         | 70 % медь 18 % цинк 12 % никель                  | рубчатый | цветок риса, номинал                        | номинал, название банка, год чеканки | 15 января 1983  | 1983—1985, с 1987                  | в обращении    |
|             |             | 100           | 24,0         | 5,42      | 1,6          | Медно-никелевый сплав 75 % медь 25 % никель      | рубчатый | Ли Сунсин, номинал, название банка          | номинал, год чеканки                 | 30 ноября 1970  | 1970—1975, 1977—1982               | в обращении    |
|             |             | 100           | 24,0         | 5,42      | 1,6          | Медно-никелевый сплав 75 % медь 25 % никель      | рубчатый | Ли Сунсин, номинал                          | номинал, название банка, год чеканки | 15 января 1983  | с 1983                             | в обращении    |
|             |             | 500           | 26,5         | 7,70      | 2            | медно-никелевый сплав 75 % медь 25 % никель      | рубчатый | Журавль, номинал                            | номинал, название банка, год чеканки | 12 июня 1982    | 1982—1984, 1987—1997, с 1999       | в обращении    |

## Банкноты

### Серия 1950—1953 годов
| Серия 1950—1953 годов (кор.) | Серия 1950—1953 годов (кор.) | Серия 1950—1953 годов (кор.) | Серия 1950—1953 годов (кор.) | Серия 1950—1953 годов (кор.) | Серия 1950—1953 годов (кор.) | Серия 1950—1953 годов (кор.) | Серия 1950—1953 годов (кор.) | Серия 1950—1953 годов (кор.) |
| Изображение                  | Изображение                  | Номинал                      | Размеры                      | Основные цвета               | Описание                     | Описание                     | Даты                         | Даты                         |
| Аверс                        | Реверс                       | Номинал                      | Размеры                      | Основные цвета               | Аверс                        | Реверс                       | выпуска                      | изъятия                      |
| ---------------------------- | ---------------------------- | ---------------------------- | ---------------------------- | ---------------------------- | ---------------------------- | ---------------------------- | ---------------------------- | ---------------------------- |
|                              |                              | 100 вон                      | 158×78                       | коричневый                   | Кванхвамун                   | Номинал                      | 22 июля 1950                 | 17 февраля 1953              |
|                              |                              | 500 вон                      | 145×61                       | синий                        | Ли Сын Ман                   | пагода Гонвон в Сеуле        | 10 октября 1952              | 17 февраля 1953              |
|                              |                              | 1000 вон                     | 171×78                       | зелёный                      | Ли Сын Ман                   | Номинал                      | 22 июля 1950                 | 17 февраля 1953              |
|                              |                              | 1000 вон                     | 145×61                       | синий                        | Ли Сын Ман                   | пагода Гонвон в Сеуле        | 10 октября 1952              | 17 февраля 1953              |

### Серия 1962 года
| Серия Thomas De La Rue (1962) (кор.)            | Серия Thomas De La Rue (1962) (кор.) | Серия Thomas De La Rue (1962) (кор.) | Серия Thomas De La Rue (1962) (кор.) | Серия Thomas De La Rue (1962) (кор.) | Серия Thomas De La Rue (1962) (кор.)           | Серия Thomas De La Rue (1962) (кор.) | Серия Thomas De La Rue (1962) (кор.) | Серия Thomas De La Rue (1962) (кор.) |
| Изображение                                     | Изображение                          | Номинал (вон)                        | Размеры (мм)                         | Основные цвета                       | Описание                                       | Описание                             | Даты                                 | Даты                                 |
| Лицевая сторона                                 | Оборотная сторона                    | Номинал (вон)                        | Размеры (мм)                         | Основные цвета                       | Лицевая сторона                                | Оборотная сторона                    | выпуска                              | изъятия                              |
| ----------------------------------------------- | ------------------------------------ | ------------------------------------ | ------------------------------------ | ------------------------------------ | ---------------------------------------------- | ------------------------------------ | ------------------------------------ | ------------------------------------ |
|                                                 |                                      | 1                                    | 94×50                                | розовый                              | символ Банка Кореи                             | номинал                              | 10 июня 1962                         | 20 мая 1970                          |
|                                                 |                                      | 5                                    | 94×50                                | синий                                | символ Банка Кореи                             | номинал                              | 10 июня 1962                         | 1 мая 1969                           |
|                                                 |                                      | 10                                   | 108×54                               | зелёный                              | символ Банка Кореи                             | номинал                              | 10 июня 1962                         | 1 сентября 1962                      |
|                                                 |                                      | 50                                   | 156×66                               | оранжевый                            | каменный остров Хэгымган рядом с городом Кодже | факел, номинал                       | 10 июня 1962                         | 20 мая 1970                          |
|                                                 |                                      | 100                                  | 156×66                               | зелёный                              | ворота независимости                           | факел, номинал                       | 10 июня 1962                         | 14 февраля 1969                      |
|                                                 |                                      | 500                                  | 156×66                               | серый                                | Суннемун                                       | факел, номинал                       | 10 июня 1962                         | 3 февраля 1967                       |
| Масштаб изображений — 1,0 пикселя на миллиметр. |                                      |                                      |                                      |                                      |                                                |                                      |                                      |                                      |

### Серия 1962—1969 годов
| Серия KOMSCO (1962—1969) (кор.)                 | Серия KOMSCO (1962—1969) (кор.) | Серия KOMSCO (1962—1969) (кор.) | Серия KOMSCO (1962—1969) (кор.) | Серия KOMSCO (1962—1969) (кор.) | Серия KOMSCO (1962—1969) (кор.)              | Серия KOMSCO (1962—1969) (кор.)                | Серия KOMSCO (1962—1969) (кор.) | Серия KOMSCO (1962—1969) (кор.) |
| Изображение                                     | Изображение                     | Номинал                         | Размеры (мм)                    | Основные цвета                  | Описание                                     | Описание                                       | Даты                            | Даты                            |
| Лицевая сторона                                 | Оборотная сторона               | Номинал                         | Размеры (мм)                    | Основные цвета                  | Лицевая сторона                              | Оборотная сторона                              | выпуска                         | изъятия                         |
| ----------------------------------------------- | ------------------------------- | ------------------------------- | ------------------------------- | ------------------------------- | -------------------------------------------- | ---------------------------------------------- | ------------------------------- | ------------------------------- |
|                                                 |                                 | 10 чонов                        | 90×50                           | синий                           | Надпись «Банк Кореи» и номинал (по-корейски) | Надпись «Банк Кореи» и номинал (по-английский) | 1 декабря 1962                  | 1 декабря 1980                  |
|                                                 |                                 | 50 чонов                        | 90×50                           | коричневый                      | Надпись «Банк Кореи» и номинал (по-корейски) | Надпись «Банк Кореи» и номинал (по-английский) | 1 декабря 1962                  | 1 декабря 1980                  |
|                                                 |                                 | 10 вон                          | 140×63                          | фиолетовый                      | Чхомсондэ                                    | Кобуксон                                       | 21 сентября 1962                | 30 октября 1973                 |
|                                                 |                                 | 50 вон                          | 149×64                          | зелёный оранжевый синий         | пагода Гонвон в Сеуле                        | сигнальный огонь, гибискус сирийский           | 21 марта 1969                   | 30 октября 1973                 |
|                                                 |                                 | 100 вон                         | 156×66                          | зелёный                         | ворота независимости                         | павильон Кёнхору в Кёнбоккуне                  | 1 ноября 1962                   | 30 октября 1973                 |
|                                                 |                                 | 100 вон                         | 156×66                          | зелёный                         | Седжон Великий                               | главное здание Банка Кореи                     | 14 августа 1965                 | 1 декабря 1980                  |
|                                                 |                                 | 500 вон                         | 165×73                          | коричневый                      | Суннемун                                     | Кобуксон                                       | 16 августа 1966                 | 10 мая 1975                     |
| Масштаб изображений — 1,0 пикселя на миллиметр. |                                 |                                 |                                 |                                 |                                              |                                                |                                 |                                 |

### Серия 1972—1979 годов
| Серия 1972—1973 гг. (кор.) | Серия 1972—1973 гг. (кор.) | Серия 1972—1973 гг. (кор.) | Серия 1972—1973 гг. (кор.) | Серия 1972—1973 гг. (кор.) | Серия 1972—1973 гг. (кор.)   | Серия 1972—1973 гг. (кор.)                 | Серия 1972—1973 гг. (кор.) | Серия 1972—1973 гг. (кор.) | Серия 1972—1973 гг. (кор.) | Серия 1972—1973 гг. (кор.) | Серия 1972—1973 гг. (кор.) |
| Изображения                | Изображения                | Номинал                    | Размеры                    | Основной цвет              | Описание                     | Описание                                   | Описание                   | Дата                       | Дата                       | Обозначение серии          | Место печати               |
| Аверс                      | Реверс                     | Номинал                    | Размеры                    | Основной цвет              | Аверс                        | Реверс                                     | Водяной знак               | выпуска                    | изъятия                    | Обозначение серии          | Место печати               |
| -------------------------- | -------------------------- | -------------------------- | -------------------------- | -------------------------- | ---------------------------- | ------------------------------------------ | -------------------------- | -------------------------- | -------------------------- | -------------------------- | -------------------------- |
|                            |                            | ₩5000                      | 167 × 77 мм                | Коричневый                 | Ли И                         | Главное здание Банка Кореи                 |                            | 1 июля 1972                | 1 декабря 1980             | Серия I (가)               | Thomas de la Rue           |
|                            |                            | ₩10 000                    | 171 × 81 мм                | Коричневый                 | Седжон Великий, Роза Шарона  | Кынджонджон в Кёнбоккуне                   |                            | 12 июня 1973               | 10 ноября 1981             | Серия I (가)               | В Японии                   |
| Серия 1973—1979 гг. (кор.) |                            |                            |                            |                            |                              |                                            |                            |                            |                            |                            |                            |
|                            |                            | ₩500                       | 159 × 69 мм                | Зелёный и розовый          | Ли Сунсин, Кобуксон          | Гробница Ли Сунсина                        | Нет                        | 1 сентября 1973            | 12 мая 1993                | Серия III (다)             |                            |
|                            |                            | ₩1000                      | 163 × 73 мм                | Фиолетовый                 | Ли Хван, Роза Шарона         | Конфуцианская школа Досан                  |                            | 14 августа 1975            | 12 мая 1993                | Серия I (가)               | В Японии                   |
|                            |                            | ₩5000                      | 167 × 77 мм                | Оранжевый                  | Ли И                         | Очжукхон в Канныне                         |                            | 1 июня 1977                | 12 мая 1993                | Серия II (나)              | В Японии                   |
|                            |                            | ₩10 000                    | 171 × 81 мм                | Зелёный                    | Седжон Великий, водяные часы | Павильон Кёнхору в Кёнбоккуне, Роза Шарона |                            | 15 июня 1979               | 12 мая 1993                | Серия II (나)              | В Японии                   |

### Серия 1983—2002 годов
| Серия 1983—2002 гг. (кор.) | Серия 1983—2002 гг. (кор.) | Серия 1983—2002 гг. (кор.) | Серия 1983—2002 гг. (кор.) | Серия 1983—2002 гг. (кор.) | Серия 1983—2002 гг. (кор.)   | Серия 1983—2002 гг. (кор.)    | Серия 1983—2002 гг. (кор.)     | Серия 1983—2002 гг. (кор.) | Серия 1983—2002 гг. (кор.) | Серия 1983—2002 гг. (кор.) | Серия 1983—2002 гг. (кор.) |
| Изображения                | Изображения                | Номинал                    | Размеры                    | Основной цвет              | Описание                     | Описание                      | Описание                       | Дата                       | Дата                       | Обозначение серии          | Модификация |
| Аверс                      | Реверс                     | Номинал                    | Размеры                    | Основной цвет              | Аверс                        | Реверс                        | Водяной знак                   | выпуска                    | изъятия                    | Обозначение серии          | Модификация |
| -------------------------- | -------------------------- | -------------------------- | -------------------------- | -------------------------- | ---------------------------- | ----------------------------- | ------------------------------ | -------------------------- | -------------------------- | -------------------------- | --- |
|                            |                            | ₩1000                      | 151 × 76 мм                | Фиолетовый                 | Ли Хван                      | Конфуцианская школа Досан     | Перевёрнутый портрет           | 11 июня 1983               | 1 июня 2016                | Серия II (나)              | |
|                            |                            | ₩5000                      | 156 × 76 мм                | Оранжевый                  | Ли И                         | Очжукхон в Канныне            | Перевёрнутый портрет           | 11 июня 1983               | 1 июня 2016                | Серия III (다)             | |
|                            |                            | ₩5000                      | 156 × 76 мм                | Оранжевый                  | Ли И                         | Очжукхон в Канныне            | Перевёрнутый портрет           | 12 июня 2002               | 1 июня 2016                | Серия IV (라)              | На рельефные метках для слабовидящих усилены цвета, «ныряющая» металлизированная полоса, авторская подпись                             |
|                            |                            | ₩10 000                    | 161 × 76 мм                | Зелёный                    | Седжон Великий, водяные часы | Павильон Кёнхору в Кёнбоккуне | Перевёрнутый портрет           | 8 октября 1983             | 1 июня 2016                | Серия III (다)             | |
|                            |                            | ₩10 000                    | 161 × 76 мм                | Зелёный                    | Седжон Великий, водяные часы | Павильон Кёнхору в Кёнбоккуне | Перевёрнутый портрет           | 20 января 1994             | 1 июня 2016                | Серия IV (라)              | «Ныряющая» металлизированая полоса, микропечать на водяных часах, муаровый узор на поле с водяным знаком, рельефное скрыто изображение |
|                            |                            | ₩10 000                    | 161 × 76 мм                | Зелёный                    | Седжон Великий, водяные часы | Павильон Кёнхору в Кёнбоккуне | Перевёрнутый портрет, Тхэгыкки | 19 июня 2000               | 1 июня 2016                | Серия V (마)               | На рельефные метках для слабовидящих усилены цвета, удалён муаровый узор, Созвездие Евриона, авторская подпись                         |

### Серия 2006—2007 годов
| Серия 2006—2007 гг. (кор.) | Серия 2006—2007 гг. (кор.) | Серия 2006—2007 гг. (кор.) | Серия 2006—2007 гг. (кор.) | Серия 2006—2007 гг. (кор.) | Серия 2006—2007 гг. (кор.)                                                  | Серия 2006—2007 гг. (кор.)                                                                 | Серия 2006—2007 гг. (кор.)    | Серия 2006—2007 гг. (кор.) | Серия 2006—2007 гг. (кор.) |
| Изображения                | Изображения                | Номинал                    | Размеры                    | Основной цвет              | Описание                                                                    | Описание                                                                                   | Описание                      | Дата                       | Обозначение серии          |
| Аверс                      | Реверс                     | Номинал                    | Размеры                    | Основной цвет              | Аверс                                                                       | Реверс                                                                                     | Водяной знак                  | выпуска                    | Обозначение серии          |
| -------------------------- | -------------------------- | -------------------------- | -------------------------- | -------------------------- | --------------------------------------------------------------------------- | ------------------------------------------------------------------------------------------ | ----------------------------- | -------------------------- | -------------------------- |
|                            |                            | ₩1000                      | 136 × 68 мм                | Синий                      | Ли Хван, Мённюндан в университете Сонгюнгван, цветок сливы                  | Изображение конфуцианской академии «Тосан», основанной Ли Хваном                           | Перевёрнутый портрет, номинал | 22 января 2007             | Серия III (다)             |
|                            |                            | ₩5000                      | 142 × 68 мм                | Красный и жёлтый           | Ли И, Очжукхон в Канныне, чёрный бамбук                                     | Две картины Син Саимдан, матери философа Ли И                                              | Перевёрнутый портрет, номинал | 2 января 2006              | Серия V (마)               |
|                            |                            | ₩10 000                    | 148 × 68 мм                | Зелёный                    | Седжон Великий, «Ода о драконе, летящем в небо», изображение «Ирвольопондо» | Небесный глобус XV века, телескоп обсерватории на горе Бохён, карта звездного неба XV века | Перевёрнутый портрет, номинал | 22 января 2007             | Серия VI (바)              |
|                            |                            | ₩50 000                    | 154 × 68 мм                | Оранжевый и жёлтый         | Син Саимдан, картины «Виноград» и «Трава и насекомые» (автор Син Саимдан)   | Картина «Цветение сливы в лунную ночь» (автор О Мон Рён), картина «Бамбук» (автор О Чжон)  | Перевёрнутый портрет, номинал | 23 июня 2009               | Серия I (가)               |

### Серия 2017 года
| Серия 2017 года | Серия 2017 года | Серия 2017 года | Серия 2017 года | Серия 2017 года | Серия 2017 года | Серия 2017 года                                                                                   | Серия 2017 года              | Серия 2017 года | Серия 2017 года   |
| Изображения     | Изображения     | Номинал         | Размеры         | Основной цвет   | Описание | Описание                                                                                          | Описание                     | Дата            | Обозначение серии |
| Аверс           | Реверс          | Номинал         | Размеры         | Основной цвет   | Аверс | Реверс                                                                                            | Водяной знак                 | выпуска         | Обозначение серии |
| --------------- | --------------- | --------------- | --------------- | --------------- | --- | ------------------------------------------------------------------------------------------------- | ---------------------------- | --------------- | ----------------- |
|                 |                 | ₩2000           | 140 × 75 мм     | Серый           | Семь зимних видов спорта (биатлон, хоккей, кёрлинг, конькобежный спорт, прыжки с трамплина, санный спорт и бобслей) | Сонхамэнходо (картина с изображением тигра и сосны, созданная художником времён Чосон Ким Хон До) | Олимпийский стадион Пхёнчхан | 11 декабря 2017 | Серия I (가)      |

## Режим валютного курса
В настоящее время в Южной Корее используется режим плавающего валютного курса. Критерием эффективности курсовой политики (курсовой якорь) выступают показатели инфляции.